# Friedrich Wilhelm Weber

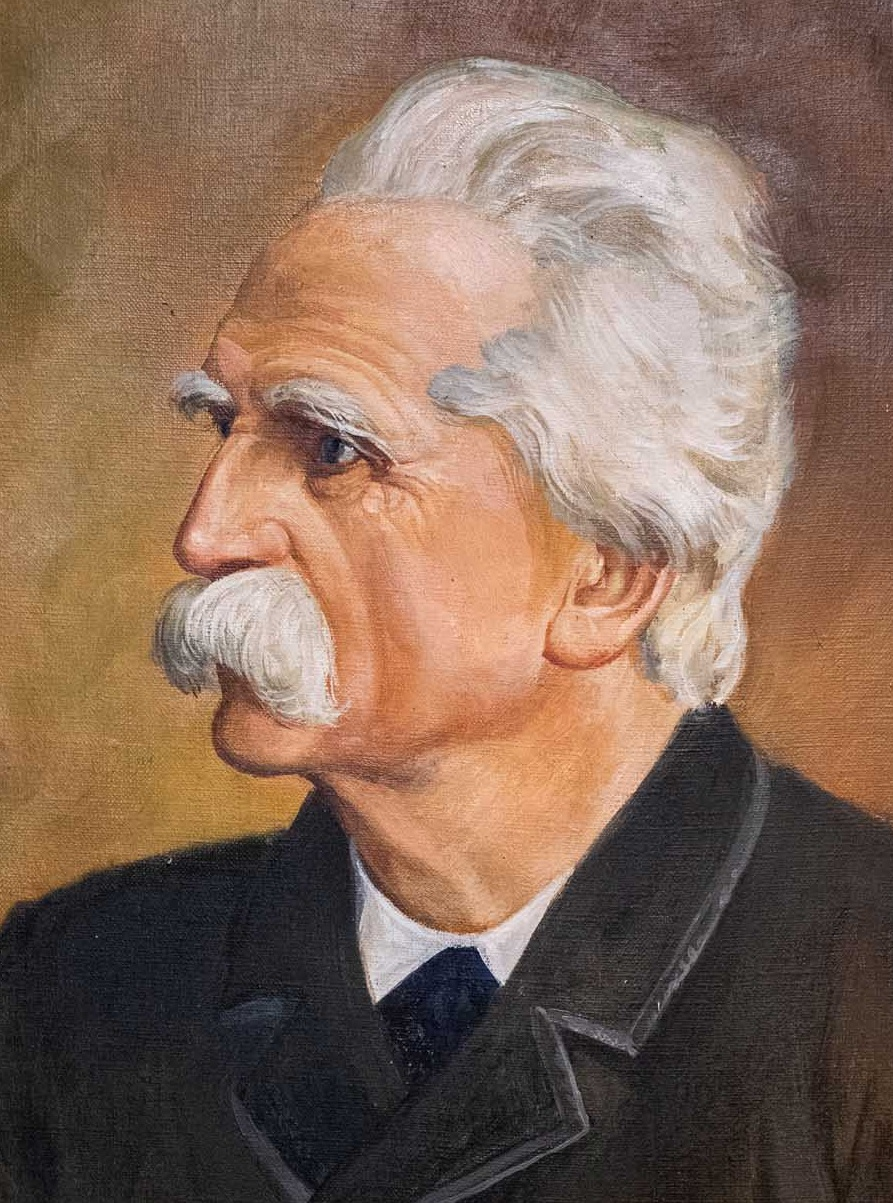
Friedrich Wilhelm Weber

Friedrich Wilhelm Weber (* 25. Dezember 1813 in Alhausen; † 5. April 1894 in Nieheim) war ein deutscher Arzt, Politiker und Dichter. Bis 1857 benutzte er das Pseudonym „B. Werder“.

## Leben

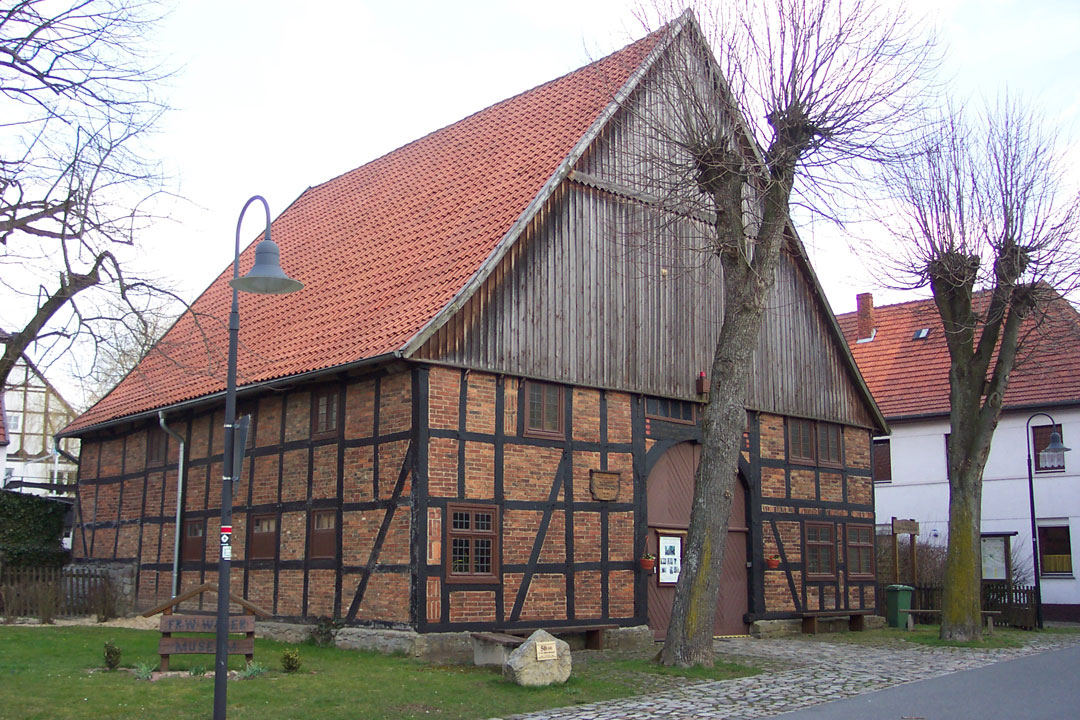
Webers Geburtshaus in Alhausen, heute F.-W.-Weber-Museum

Als Sohn eines Försters in Alhausen, heute ein Ortsteil von Bad Driburg, am 1. Weihnachtstag 1813 geboren und in der ländlichen Idylle am Fuße des Eggegebirges aufgewachsen, legte Weber 1833 am Gymnasium Theodorianum in Paderborn seine Abiturprüfung ab. 1834 begann er sein medizinisches Studium in Greifswald und Breslau (hier traf er mit Hoffmann von Fallersleben und Gustav Freytag zusammen), das er 1839 mit der Promotion zum Doktor der Medizin summa cum laude abschloss.
Während seiner Greifswalder Studienjahre trat er 1835 dem Corps Pomerania bei und setzte sich für eine freiheitliche Lebensordnung und die nationale Einheit Deutschlands ein. Das hellblau-silber-hellblaue Band trug er mit Stolz. Dieses Engagement blieb für den „Senior“ der Pomerania nicht ohne Folgen. Im Zuge der Ermittlungen zum Frankfurter Attentat musste er sich vor dem Greifswalder Universitätsgericht verantworten. Er wurde beschuldigt, sich einer landsmannschaftlichen Verbindung angeschlossen zu haben und politisch aktiv geworden zu sein. Pomerania verlieh ihm später die Ehrenmitgliedschaft.
Nach dem medizinischen Staatsexamen 1840 in Berlin wirkte Weber nach einigen Wanderjahren durch ganz Europa als Arzt in Bad Driburg und als Brunnenarzt in Bad Lippspringe. Seine politische Laufbahn begann er als Mitglied des Driburger demokratischen Vereins 1854 als Stadtverordneter in der ostwestfälischen Badestadt. Seine demokratische Grundhaltung brachte ihm den Spitznamen „der rote Weber“ ein. Von 1862 bis 1893 vertrat er den Wahlkreis Höxter/Warburg als Mitglied der Zentrumspartei im preußischen Landtag.
1892 wurde Weber Ehrenmitglied der katholischen Studentenverbindung Askania Berlin (jetzt KStV Askania-Burgundia Berlin) im KV.
Von 1867 bis 1887 lebte Friedrich Wilhelm Weber mit seiner Familie (Ehefrau Anna geb. Gipperich, Tochter Elisabeth, Sohn Friedrich Wilhelm gen. Friedemann) auf dem Schloss Thienhausen bei Steinheim und siedelte nach zwei großen Brandkatastrophen 1887 in das Landstädtchen Nieheim um, wo er die letzten Jahre seines Lebens verbrachte und seine letzte Ruhestätte fand. Sein Vermächtnis finden Weberfreunde dort in sein Grabkreuz eingemeißelt:
Und schlaf’ ich längst schon unter Friedhofslinden,

das sollt ihr stets bewahren im Gedächtnis

als meiner Liebe teuerstes Vermächtnis:

Es ist kein Heil, als nur im Kreuz zu finden.
Neben seiner beruflichen und politischen Tätigkeit widmete sich Weber sein gesamtes Leben lang der Dichtung. Bereits als Gymnasiast schrieb er erste Gedichte. Dabei maß er selbst seinem künstlerischen Schaffen wenig Bedeutung zu. Seine Gedichte seien nur „Funken, die beim heißen Drang der Arbeit am Amboss sprühen“. Erste Gedichte veröffentlichte er bis 1857 unter dem Pseudonym „B. Werder“ (z. B. in: Armenia von Bachmann).
Friedrich Wilhelm Webers erste größere literarische Arbeiten sind die Übersetzungen poetischer Erzählungen Tennysons (Enoch Arden, Aylmers Field und Maud) und des Schweden Esaias Tegnér (Axel – Eine poetische Erzählung).
Erst 65-jährig trat er 1878 mit seinem Epos Dreizehnlinden ins Rampenlicht. Die Wertschätzung, die dieses Werk im deutschsprachigen Raum erfährt, lässt sich an den Verkaufszahlen ablesen. Bis 1922 wurde Dreizehnlinden allein vom Verlag Ferdinand Schöningh in über 200 Auflagen veröffentlicht. Mehr als 2 Millionen Exemplare wurden bis heute verkauft. Weber avancierte als „Sänger von Dreizehnlinden“ zum bedeutendsten Dichter Westfalens. Die philosophische Fakultät der Universität Münster würdigte Weber 1880 mit der Verleihung der Ehrendoktorwürde.
Was Generationen von Lesern begeisterte und bis zur Zeit der Hitler-Diktatur einen festen Platz in den Lehrplänen deutschsprachiger Schulen besaß, ist jedoch nach dem Zweiten Weltkrieg, ebenso wie Friedrich Wilhelm Weber selbst, außerhalb Westfalens – nicht zuletzt durch einen überdauerten Sprachstil – in Vergessenheit geraten. Die große Schar der Bewunderer ist geschwunden. Dabei besitzt Dreizehnlinden eine Botschaft, die bis heute nichts an Aktualität eingebüßt hat: die Überwindung von Zwietracht und Gewalt durch Toleranz und Nächstenliebe.
Die Geschichte von Dreizehnlinden spielt im westfälischen Nethegau 822 und 823, der Regierungszeit Ludwigs des Frommen, Sohn Karls des Großen. Sie erzählt in 25 Gesängen in vierhebigen, gereimten Trochäen die Liebesgeschichte des Sachsen Elmar, im heidnischen Glauben aufgewachsen, zum Hass gegen die invasorischen Franken erzogen, und der Christin Hildegunde. Als titelgebendes Kloster wählte Friedrich Wilhelm Weber die Abtei Corvey bei Höxter an der Weser. Den Kern des Epos bildet Elmars Aufenthalt im Kloster, in dem der Sachse – durch den Franken Gero hinterhältig schwer verletzt – Zuflucht findet. Jenseits von Hass und Gewalt gesundet er unter der Obhut des greisen Abtes und des Priors an Körper, Geist und Seele. Der Dichterarzt Weber behält hier eindrucksvoll den ganzen Menschen als Leib-Seele-Einheit im Auge: Swanahild, der sächsischen Seherin, kommt die Aufgabe zu, mit ihrer Heilkunst Elmar als Naturwesen in seiner angestammten Umgebung, seiner Heimat, körperlich zu gesunden, den christlichen Mönchen aber ist es vorbehalten, die seelisch-geistige Erneuerung auf den Weg zu bringen. In Dreizehnlinden verbinden sich so Heidentum und Christentum in gegenseitiger Toleranz und Achtung zu einem Werk der gelebten christlichen Liebe.
Neben einer Gedichtsammlung, die das Lebenswerk Webers spiegelt, und einigen religiösen Dichtungen wie Marienblumen und Das Vaterunser erschien 1892 seine dichterische Erzählung Goliath. Dieses Werk gründet im Wesentlichen auf einer wahren Begebenheit, die ihm der befreundete Maler Magnus Thulstrup Bagge erzählt hatte. Zwei Jahre nach Webers Tod wurden die nachgelassenen Gedichte Herbstblätter veröffentlicht.

## Werke

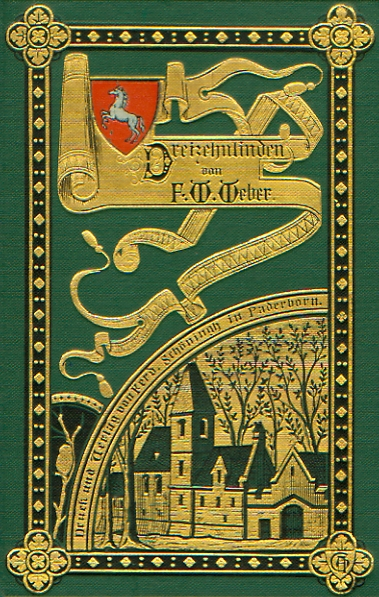
Dreizehnlinden, Vordereinband der Originalausgabe von 1878

- Die Arminiusquelle zu Lippspringe (1858)
- Übersetzungen von A. Tennysons Enoch Arden und Aylmers Field (1869)
- Übersetzung Schwedische Lieder und mit ihren Singweisen und Klavierbegleitung (1872)
- Übersetzung von A. Tennysons Maud (1874)
- Übersetzung von Esais Tegnérs Axel – Eine poetische Erzählung (1876)
- Dreizehnlinden (1878)
- Gesammelte Gedichte (1881)
- Marienblumen (1885), vertont von Carl Thiel
- Das Vaterunser (1887)
- Goliath (1892)
- Das Leiden unseres Heilandes (1892)
- Herbstblätter Nachgelassene Gedichte (1896)
- Gesammelten Dichtungen in 3 Bänden (1922 – Hrsg.: Webers Kinder Elisabeth und F. W. Weber jun.)
- Herrgottsblumen (1932 – Hrsg.: Elisabeth Weber)
- Lesebuch. Zusammengestellt und mit einem Nachwort von Rüdiger Bernhardt (= Nylands Kleine Westfälische Bibliothek. Band 79). Bielefeld 2018.

Bekannte Gedichte
- Alte Geschichten
- Der Handschuh[5]
- Am Amboß[6]
- Beim Tode meines Bruders[7]
- Uhlands Tod[8]
- Der beste Orden[9]
- Im Kreuz ist Heil[10]
- Über den Bach
- Es wächst viel Brot in der Winternacht[11]
- Nur Traum

## Erinnerung
Die Erinnerung an Friedrich Wilhelm Weber wird heute durch die Weber-Gesellschaft in den Gedenkstätten in seinem Geburtshaus in Bad Driburg-Alhausen und im Weberhaus Nieheim (Heimvolkshochschule) wachgehalten.
Weber-Erinnerungsstätten
Alhausen
- Friedrich-Wilhelm-Weber-Museum im Geburtshaus und Kräutergarten mit Weberbüste
- Wegekreuz am Ortseingang (F.W. Weber Wanderweg)
- Straßennamen im Ort: Dreizehnlindenweg, Weberplatz, Weberring

Bad Driburg

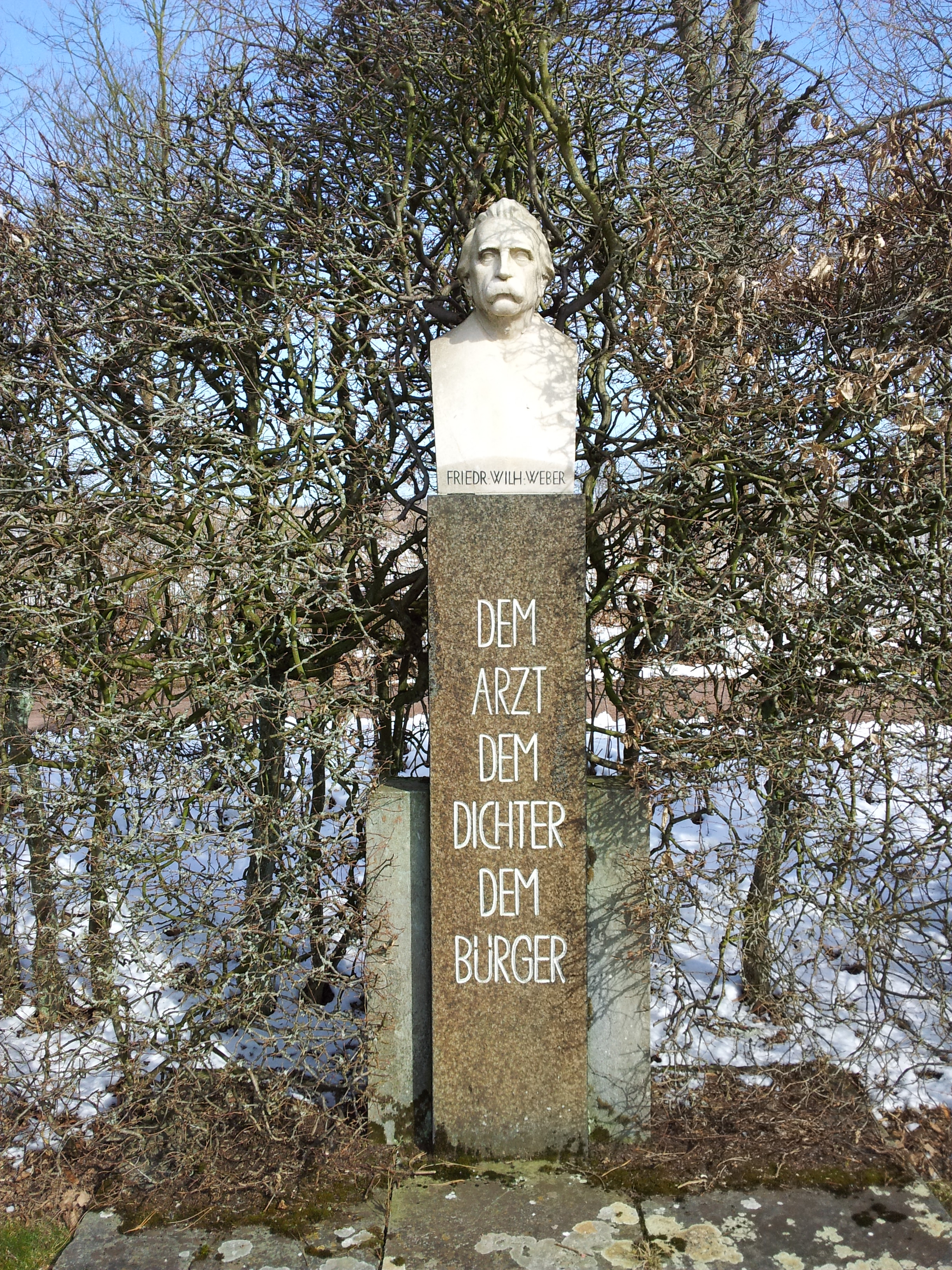
Büste im Gräflichen Kurpark, Bad Driburg

- Dreizehnlindenbrunnen auf dem Rathausplatz
- Gedenktafel am Hotel „Brauner Hirsch“, Lange Straße
- Weberbüste im Rosengarten des Gräflichen Kurparks
- Gedenktafeln auf der Iburg
- Wegekreuz zur Erinnerung an Dr. Weber
- Weberhöhe
- Straßennamen im Ort: Friedrich-Wilhelm-Weber-Straße – Nach Figuren aus Dreizehnlinden: Elmarstraße, Hildegundestraße, Drudenweg, Widostraße, Fulkostraße, Eggiweg

Bad Lippspringe
- Gedenkstein im Arminiuspark
- Straßenname im Ort: Friedrich-Wilhelm-Weber-Platz

Bökendorf
- Bronzerelief an der St.-Johannes-Nepomuk-Pfarrkirche; der rechte Kirchturm ist Weber gewidmet
- Schloss Bökerhof: Hintergrund für den fiktiven Hof Bodinkthorpe aus Dreizehnlinden
- Gut Abbenburg: Hintergrund für den fiktiven Habichtshof aus Dreizehnlinden
- St.-Johannes-Nepomuk-Pfarrkirche: in den zehn großen Kirchenfenstern sind jeweils Strophen aus Dreizehnlinden, passend ausgesucht zu den dargestellten Szenen
- Straßennamen im Ort: Dreizehnlindenstraße, Friedrich-Wilhelm-Weber-Straße, Elmarstraße, Hildegundestraße, Eschenburger Straße, Eggiweg, Fulkstraße, Drudestraße
- St.-Johannes-Nepomuk-Pfarrkirche: zwei der drei Glocken sind benannt nach den Hauptpersonen aus Dreizehnlinden: Elmar-Glocke und Hildegunde-Glocke

Höxter
- Kloster Corvey, Hintergrund für das fiktive Kloster Dreizehnlinden in Webers Hauptwerk Dreizehnlinden
- Weberzimmer
- Dreizehnlindenkreuz neben der Abtei von Kloster Corvey

Lohne (Oldenburg)
- Freilichtbühne Lohne, Inschrift an der Eingangspforte, ein Spruch aus dem 17. Gesang von Webers Epos Dreizehnlinden (allerdings ohne Quellenangabe): „Erst gehörst du deinem Gotte, ihm zunächst der Heimaterde.“

Marienmünster
- Abtei Marienmünster, Wohnsitz der Schwiegereltern Anton und Lisette Gipperich 1867–1877
- Weberkreuz, gegenüber der Abtei

Nieheim
- Weberhaus Nieheim, Webers letzter Wohnsitz 1887–1894, heute Heimvolkshochschule und Literarische Gedenkstätte
- Erbbegräbnisstätte der Familie Weber auf dem Friedhof
- Gedenkstein gegenüber dem Weberhaus

Steinheim
- Schloss Thienhausen, Webers Wohnsitz 1867–1887, hier vollendete er 1877 das Epos Dreizehnlinden
- Straßenname im Ort: Friedrich-Wilhelm-Weber-Straße

Paderborn
- Gedenktafel, auf dem Hof des Theodorianums
- Standkreuz von 1887 im Erzbischöflichen Diözesanmuseum

Pömbsen
- Grabstein von Webers Mutter neben der Kirche, die auch Webers Taufkirche am 31. Dezember 1813 war

Aachen
- Verbindungshaus der K.D.St.V. Kaiserpfalz Aachen  „Dreizehnlinden“ am Hexenberg

Köln-Lindenthal
- Stadtwald, „Dreizehnlinden-Platz“

Weiterhin sind Straßen und Plätze in Höxter, Lügde, Lünen, Marl, Münster, Nieheim, Schwandorf und Warburg nach Weber benannt.

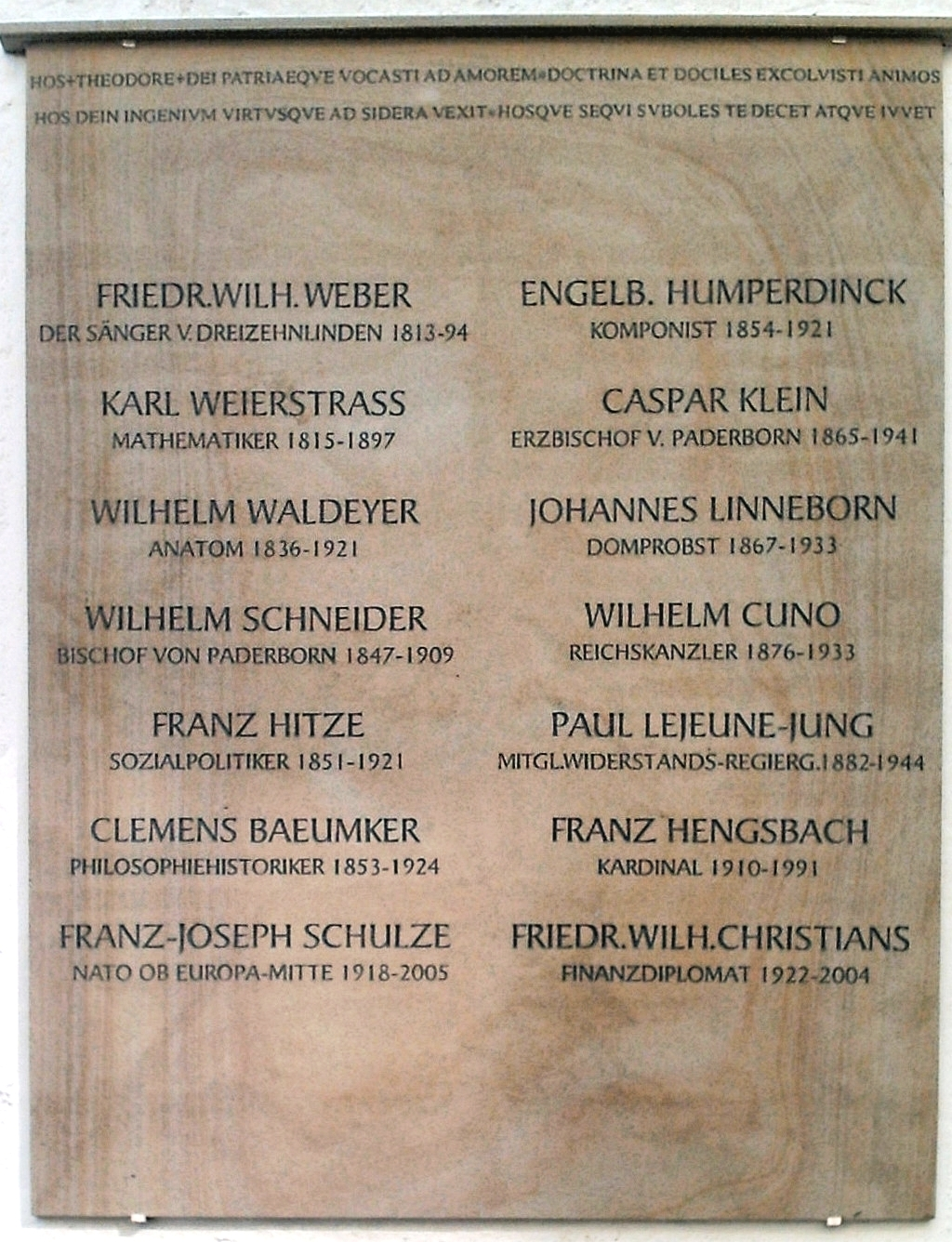
Ehrentafel am Gymnasium Theodorianum, Paderborn
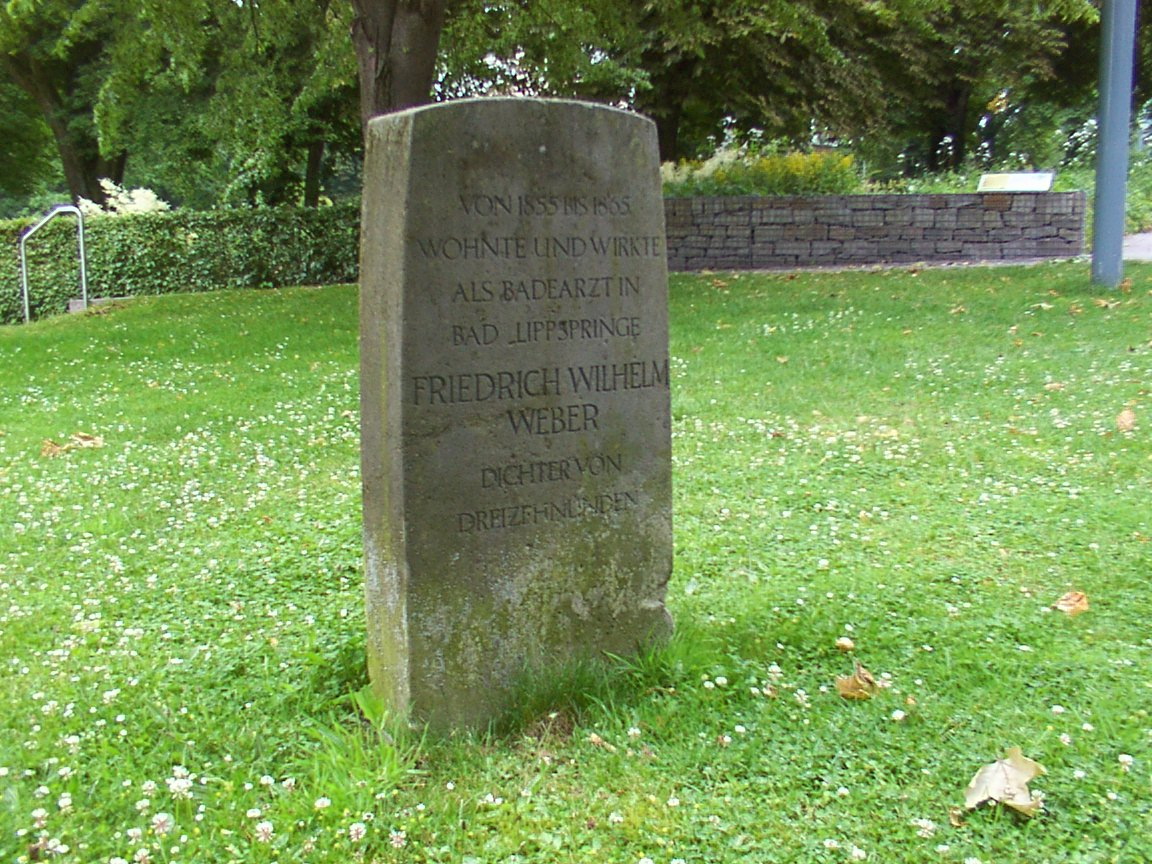
Gedenkstein in Bad Lippspringe
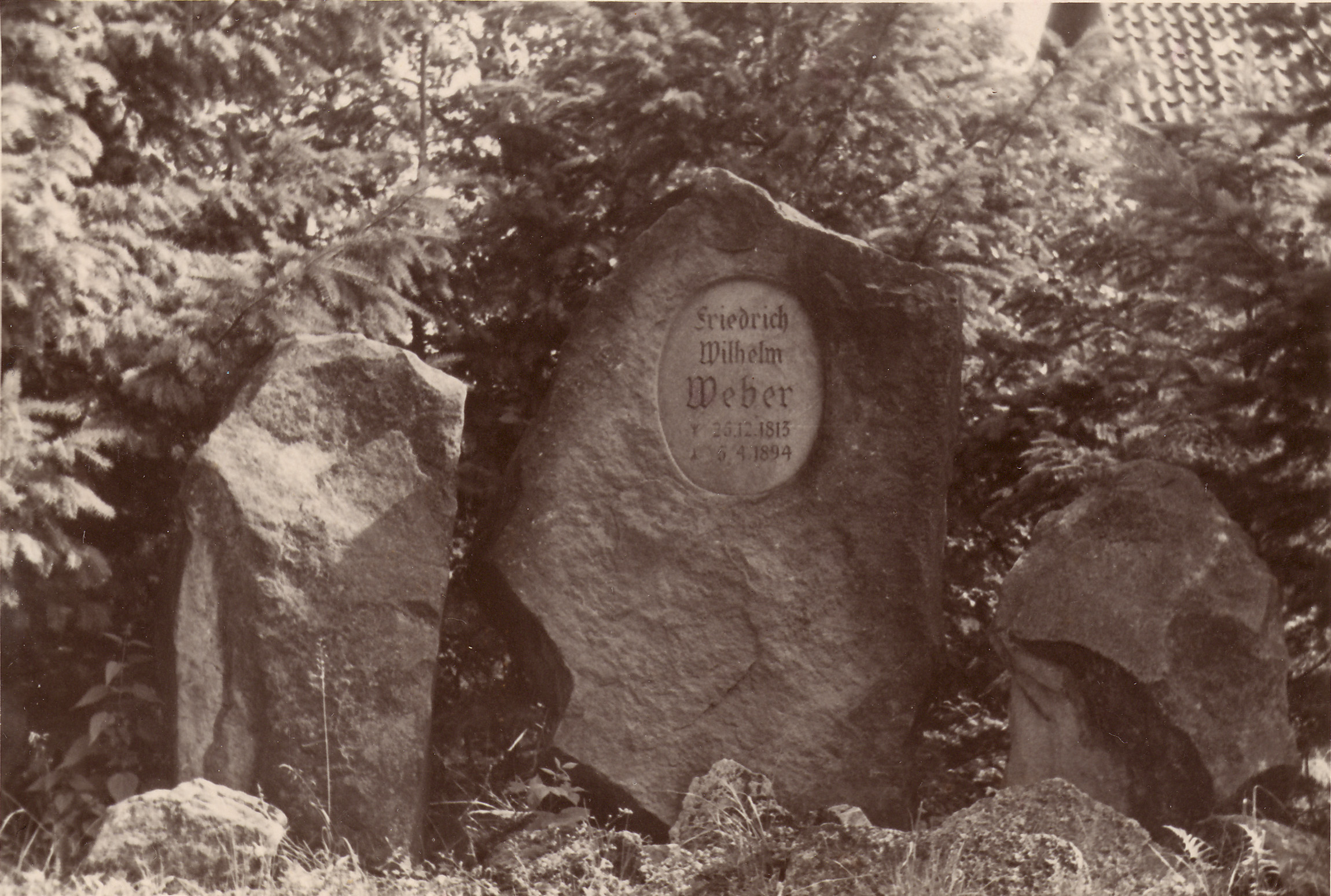
Gedenkstein am Weberhaus in Nieheim
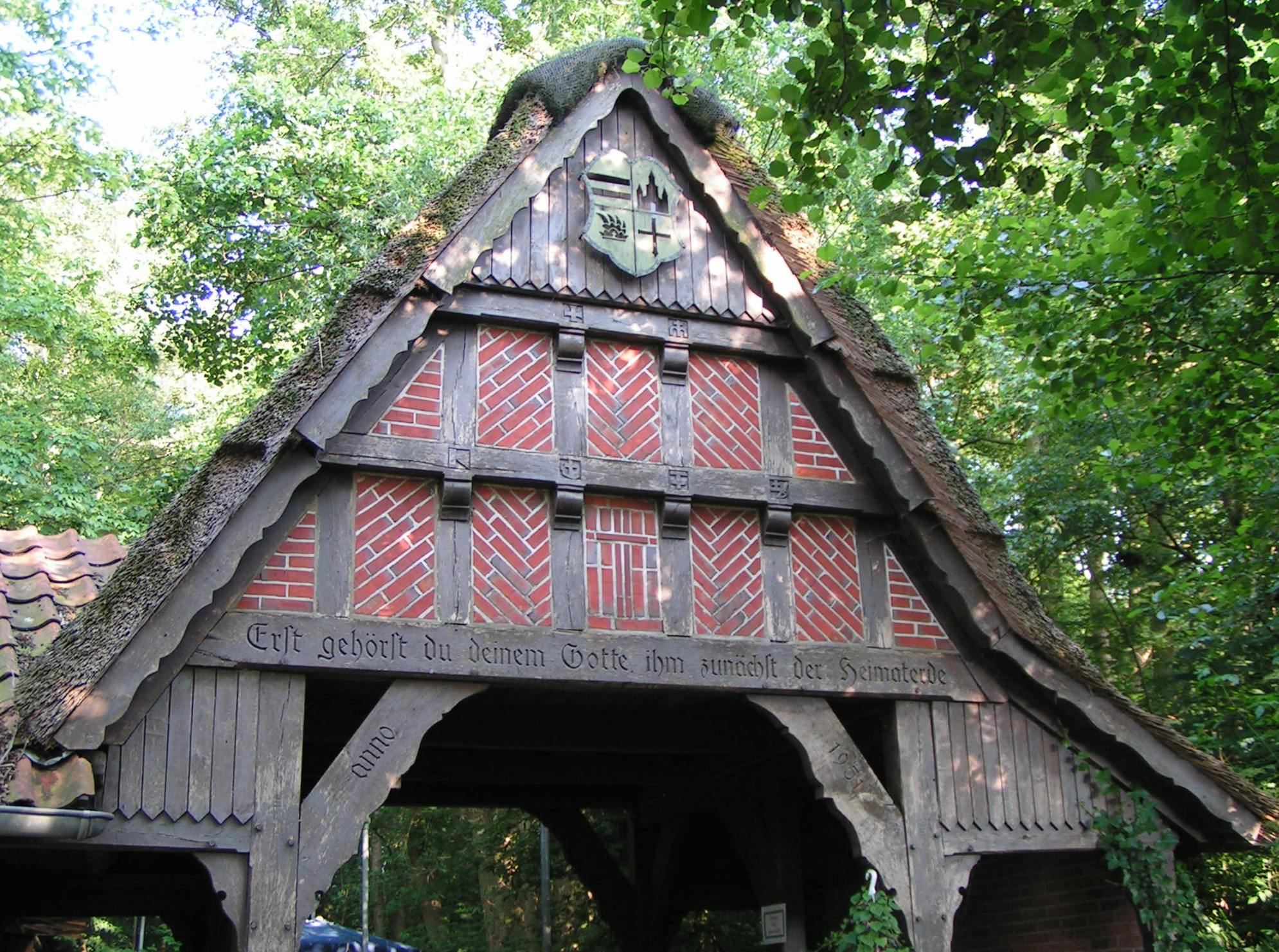
Weber-Zitat in der Eingangspforte der Freilichtbühne Lohne